# Uruñuela
Uruñuela is een gemeente in de Spaanse provincie en regio La Rioja met een oppervlakte van 10,51 km². Uruñuela telt 962 inwoners (1 januari 2016).